# Сватба
Вижте пояснителната страница за други значения на Сватба.
Сватбата е церемония, в която двама души сключват брак или подобен институционализиран съюз. Сватбените традиции и обичаи варират в различните култури, етнически групи, религии, държави и социални прослойки. Повечето сватбени церемонии включват размяната на брачни клетви, златни халки, получаването на подаръци (материални, нематериални и символични) и публичното признаване на брака от лице, имащо законовото право да го обяви за официален. Често се носи специално сватбено облекло, а церемонията е последвана от прием/празненство. Допълнително по време на самата сватбена церемония може да има музика, поезия, молитви, четения от свети писания и други традиционни прояви. При извеждането на булката се пее песен. Родителите на младоженеца са наричани от булката — свекър и свекърва. Братът на младоженеца е наричан от булката девер.
Съхраняването на живота и продължаването на рода са най-важните ценности за човека. Затова сватбата, която отбелязва създаването на ново семейство, е особено голям празник. Традицията е булката да носи бяла рокля и букет. Тя ще смени фамилията си с тази на мъжа си, ако реши. След церемонията се празнува и като свърши празненството младоженецът и булката имат брачна нощ.
Законният брак, съгласно законите на Република България, се сключва при извършване на сватбен ритуал от общинските органи кметове или упълномощени лица. Така нареченият църковен брак като ритуал е съобразен с източноправославната християнска религия. Провеждането на ритуала, наричан още венчавка е повече морален, отколкото законен акт, защото с него не може официално да се узакони сключването на брака.

## Сватба с църковен брак
Дни, в които не се извършват венчавки:
- През Великия пост – от Сирни заговезни до вторник на Светлата седмица.
- През Богородични пости.
- През Коледните пости – от Коледни заговезни до Въведение Богородично и от Игнажден до Богоявление.
- Срещу неделя, срещу дванадесетте Господски и Богородични празници и срещу дните Отсичане главата на св. Йоан Кръстител и Въздвижение на светия Кръст Господен (Кръстовден).